# سوان (تگزاس)
سوان، تگزاس(به انگلیسی: Swan, Texas) شهری در ایالت تگزاس از ایالات جنوبی ایالات متحده آمریکا است.